# Giusto Pinzani
Giusto Pinzani (Contea, 19 novembre 1897 – Firenze, 14 dicembre 1986) è stato un artigiano italiano, costruttore di biciclette da corsa.

## Biografia
Nacque a Contea, un paesino della Val di Sieve nella provincia di Firenze, da una famiglia contadina, ottavo forse dei dieci figli. Queste origini contadine rimasero sempre nell’esperienza e nell’immaginario di Giusto che infatti volle ritirasi a 75 anni a vivere gli ultimi anni della sua vita all’Apparita, frazione di Contea, dove riusciva, da un orto di scarse dimensioni, a ricavare moltissimi prodotti che dispensava a tutti, assieme ai pesci che amava pescare nella Sieve. Forse frequentò la prima e la seconda elementare imparando a fare la sua firma e a leggere pur stentatamente qualche riga ma era abilissimo nei numeri che maneggiava con destrezza.
Sposò Italia Pesci da cui ebbe due figlie, Rovena e Miriam.

Fu probabilmente il più abile costruttore di biciclette d'Italia e sicuramente il primo a comprendere l'importanza di adattare il telaio alle misure specifiche del ciclista.

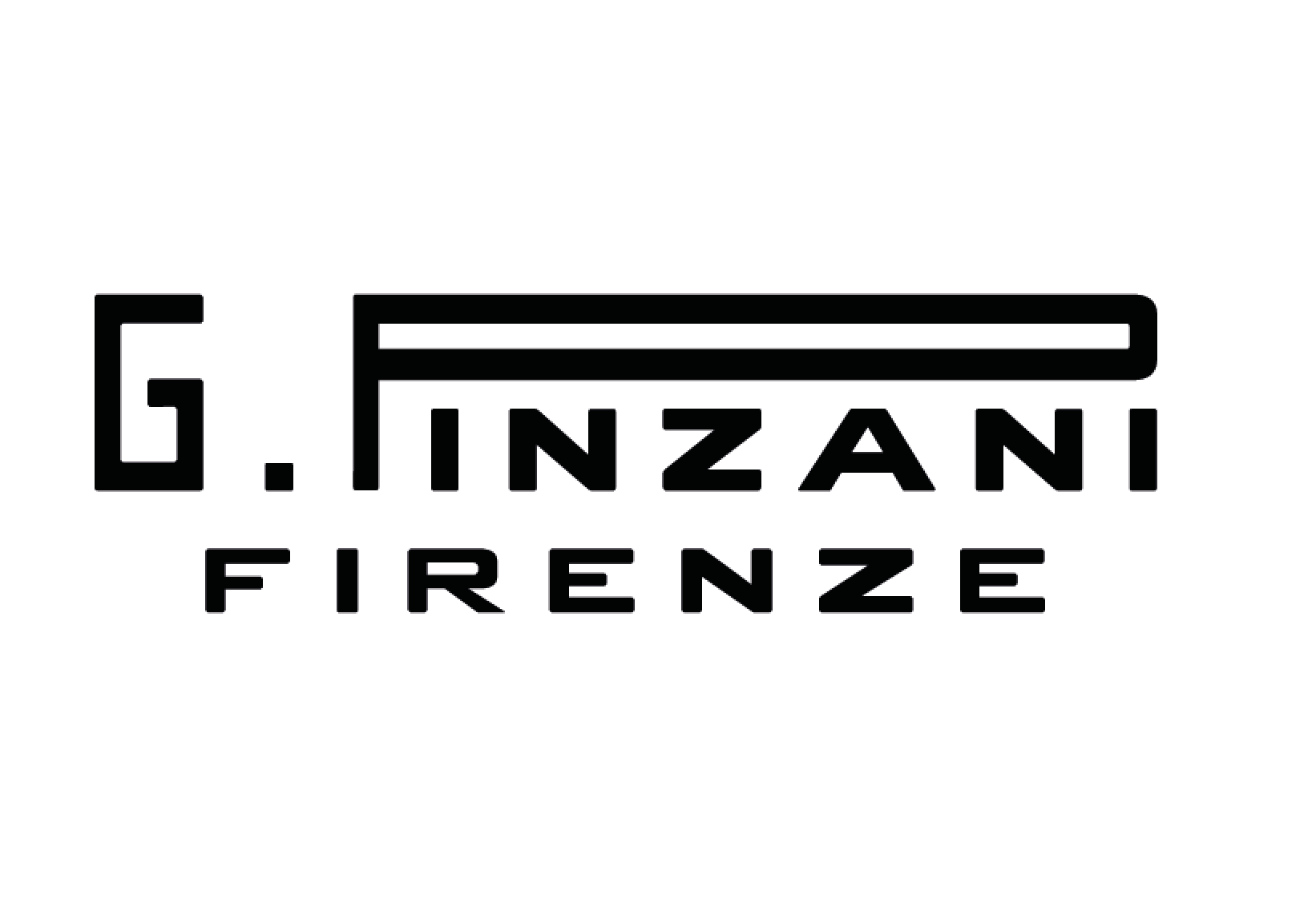
Logo Giusto Pinzani

## Storia
Fu richiamato alle armi durante la prima guerra mondiale e andò sul Piave tra i ragazzi del ’99 come bersagliere ciclista, corpo speciale d’attacco dalla faticosa (portavano una mitragliatrice in canna) e pericolosa attività di apertura e copertura della fanteria. Fu sotto le armi, costretto ad usare le pesanti biciclette in dotazione ai bersaglieri, che comprese l'importanza di "mettere a misura" il telaio e adattò per sé e per i commilitoni alcune biciclette. Ferito gravemente alla schiena venne congedato e tornò a Firenze.
Molto presto andò a bottega come apprendista da un meccanico dove imparò e coltivò la sua arte da "biciclettaio", che lo porterà nel tempo a produrre le celebri biciclette a marchio "Pinzani". Si fece un nome durante il ventennio e cominciò a vendere le biciclette da corsa e da lavoro "Pinzani", riconoscibili per la classica livrea celeste con le fiamme nere bordate di rosso lungo i tubi centrali del telaio e oggetto di culto nell’immaginario per diverse generazioni di fiorentini dagli anni trenta agli anni sessanta. Carattere burbero fino all’estremo con clienti e familiari come lo sono da sempre i tipici artigiani fiorentini, fu amato e stimato nella strada dove aveva la bottega, la famosa via Gioberti a Firenze.

## Ciclismo
Già nel 1929 un fiorentino, Umberto Berni, partecipò al Tour de France come "isolato" con la bicicletta costruita dalle mani di Giusto Pinzani.
Per diversi anni fu presidente della Società Sportiva Oltrarno, storica società dilettantistica fiorentina, nonché forniture delle bicliclette. Attento sempre alle nuove leve di corridori di cui fu generoso mecenate, cominciarono sotto la sua ala ciclisti del calibro di Gino Bartali, Alfredo Martini, Cino Cinelli, i fratelli Sacchi, Gastone Nencini e centinaia di altri ragazzi il cui sogno era quello di pedalare su una "Pinzani".
Conobbe un momento di grande celebrità con la vittoria di Gastone Nencini al Giro d’Italia nel 1957, il campione che lui aveva scoperto e che aveva corso a lungo con le "Pinzani" nella categoria di "Indipendenti". Gastone Nencini vinse il giro quando ormai correva da professionista con la Leo Clorodont ma si narra che dopo le prime corse, su richiesta dell'atleta, fu lo stesso Pinzani a modificare di nascosto dalla squadra ufficiale la bicicletta di Nencini, lavorando una notte intera tra una tappa del giro e l'altra. Quando il campione tornò a Firenze vincitore del giro, fu acclamato come un eroe in Via Gioberti, la strada fu chiusa al traffico ed organizzato un gran festeggiamento per Nencini e lo stesso Pinzani. Si narra che Nencini durante il festeggiamento dicesse a tutti che la bicicletta di fatto non era una Leo, nome del telaio delle bici della sua squadra la Leo-Chlorodont, ma una Pinzani. Il campione regalò poi la sua maglia rosa a Giusto Pinzani che la espose nella vetrina del suo negozio fino all'alluvione di Firenze del 1966 quando tutto andò distrutto.
Giusto Pinzani era uomo di pochissime parole e non accettò mai interviste, neanche quella della radio nazionale. Dopo la vittoria di Nencini gli fu proposto da alcune industrie costruttrice di biciclette l’acquisto del marchio per la riproduzione in serie delle sue tipiche biciclette. Lui rifiutò e rispose che avrebbe venduto solo le biciclette che sarebbe riuscito a fare con le sue mani.

## Gli ultimi anni
Lasciò la sua bottega storica nell'estate del 1972 al suo apprendista Osvaldo Betti, anche se continuò a realizzare telai fino alla fine degli anni '70. La bottega Pinzani chiuse definitivamente i battenti nel 1993.
Giusto Pinzani si ritirò in campagna vicino a Rufina nel 1972, ma fino a pochi mesi prima della sua morte avvenuta il 14 dicembre 1986 non perse occasione di essere presente ad alcune manifestazioni che onoravano il ciclismo del passato.
Quando Pinzani morì, fu chiaro ai più che con lui non se n’era andato soltanto un pezzo di ciclismo "romantico" ma una parte della vecchia Firenze: tre generazioni di giovani, non necessariamente appassionati di ciclismo, almeno una volta hanno sostato davanti alla sua bottega dove ogni lunedì erano esposte le biciclette da corsa che il giorno prima avevano trionfato in qualche competizione.